# Mount Judd
Mount Judd ist ein markanter und 2400 m hoher Berg in der antarktischen Ross Dependency. In der Supporters Range ragt er aus einem Gebirgskamm auf, der sich vom Mount White in nördlicher Richtung erstreckt.
Das Advisory Committee on Antarctic Names benannte ihn 1966 nach Robert C. Judd, Meteorologe des United States Antarctic Research Program auf der Amundsen-Scott-Südpolstation im antarktischen Winter 1964 sowie zwischen 1964 und 1965 auf der Hallett-Station.